# 1987 en Malaisie
Cet article présente les faits marquants de l'année 1987 en Malaisie.

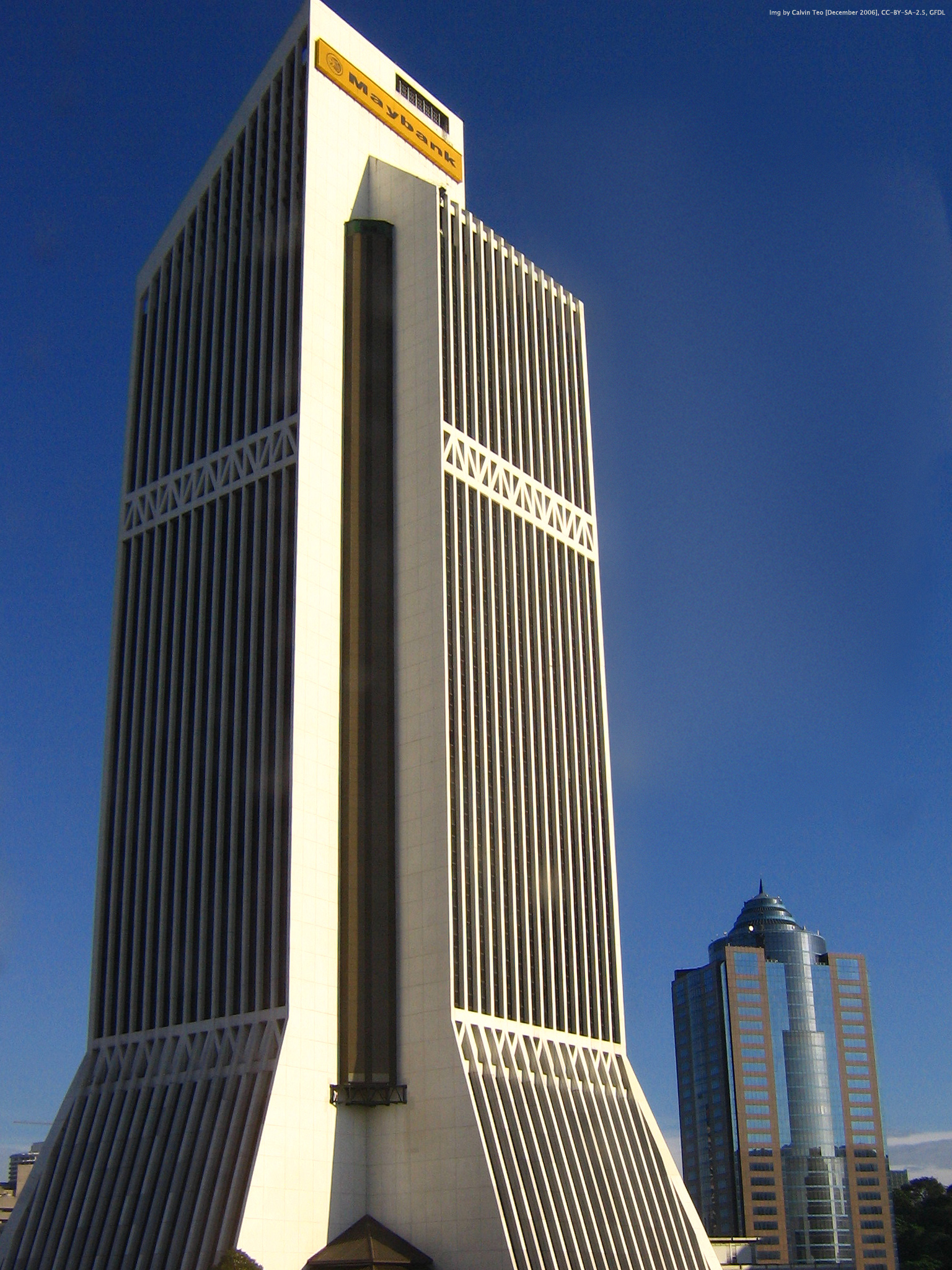
La Tour Maybank, qui a été achevée en 1987.

## Gouvernement
- Premier ministre : Mahathir Mohamad

## Évènements
- 12 avril : Le meurtre d'Ang May Hong a eu lieu à Jalan Ipoh, Kuala Lumpur.
- juin : La Menara Maybank ou Tour Maybank est devenue le plus grand bâtiment de Kuala Lumpur.

## Naissances en 1982
- 3 août : Mohd Aidil Zafuan Abdul Radzak, footballeur
- 18 septembre : Tan Boon Heong, joueur de badminton